# Raphidiocystis phyllocalyx
Raphidiocystis phyllocalyx är en gurkväxtart som beskrevs av Charles Jeffrey och Keraudr. Raphidiocystis phyllocalyx ingår i släktet Raphidiocystis och familjen gurkväxter. Inga underarter finns listade i Catalogue of Life.